# Remilly-Aillicourt
Remilly-Aillicourt és un municipi francès situat al departament de les Ardenes i a la regió del Gran Est. L'any 2007 tenia 816 habitants.

## Demografia

### Població
El 2007 la població de fet de Remilly-Aillicourt era de 816 persones. Hi havia 300 famílies de les quals 69 eren unipersonals (12 homes vivint sols i 57 dones vivint soles), 89 parelles sense fills, 130 parelles amb fills i 12 famílies monoparentals amb fills.
La població ha evolucionat segons el següent gràfic:
Habitants censats

### Habitatges
El 2007 hi havia 363 habitatges, 311 eren l'habitatge principal de la família, 14 eren segones residències i 38 estaven desocupats. 352 eren cases i 10 eren apartaments. Dels 311 habitatges principals, 258 estaven ocupats pels seus propietaris, 46 estaven llogats i ocupats pels llogaters i 7 estaven cedits a títol gratuït; 6 tenien dues cambres, 32 en tenien tres, 76 en tenien quatre i 196 en tenien cinc o més. 184 habitatges disposaven pel capbaix d'una plaça de pàrquing. A 119 habitatges hi havia un automòbil i a 160 n'hi havia dos o més.

### Piràmide de població
La piràmide de població per edats i sexe el 2009 era:
| Homes | Edats   | Dones |
| ----- | ------- | ----- |
| 4     | 95 o +  | 4     |
| 0     | 90 a 94 | 0     |
| 8     | 85 a 89 | 12    |
| 0     | 80 a 84 | 0     |
| 8     | 75 a 79 | 16    |
| 20    | 70 a 74 | 32    |
| 16    | 65 a 69 | 20    |
| 24    | 60 a 64 | 16    |
| 20    | 55 a 59 | 8     |
| 32    | 50 a 54 | 28    |
| 28    | 45 a 49 | 36    |
| 44    | 40 a 44 | 28    |
| 40    | 35 a 39 | 40    |
| 24    | 30 a 34 | 20    |
| 12    | 25 a 29 | 20    |
| 24    | 20 a 24 | 12    |
| 40    | 15 a 19 | 36    |
| 28    | 10 a 14 | 24    |
| 32    | 5 a 9   | 28    |
| 24    | 0 a 4   | 4     |

## Economia
El 2007 la població en edat de treballar era de 508 persones, 358 eren actives i 150 eren inactives. De les 358 persones actives 319 estaven ocupades (179 homes i 140 dones) i 39 estaven aturades (15 homes i 24 dones). De les 150 persones inactives 55 estaven jubilades, 40 estaven estudiant i 55 estaven classificades com a «altres inactius».

### Ingressos
El 2009 a Remilly-Aillicourt hi havia 316 unitats fiscals que integraven 841 persones, la mediana anual d'ingressos fiscals per persona era de 16.349 €.

### Activitats econòmiques
Dels 19 establiments que hi havia el 2007, 2 eren d'empreses alimentàries, 2 d'empreses de fabricació d'altres productes industrials, 2 d'empreses de construcció, 4 d'empreses de comerç i reparació d'automòbils, 2 d'empreses d'hostatgeria i restauració, 2 d'empreses financeres, 1 d'una empresa de serveis, 3 d'entitats de l'administració pública i 1 d'una empresa classificada com a «altres activitats de serveis».
Dels 3 establiments de servei als particulars que hi havia el 2009, 1 era un taller de reparació d'automòbils i de material agrícola, 1 paleta i 1 saló de bellesa.
L'únic establiment comercial que hi havia el 2009 era una fleca.
L'any 2000 a Remilly-Aillicourt hi havia 11 explotacions agrícoles que ocupaven un total de 651 hectàrees.

## Equipaments sanitaris i escolars
El 2009 hi havia una escola elemental.

## Poblacions més properes
El següent diagrama mostra les poblacions més properes.